# Pair représentatif
Au Royaume-Uni, les pairs représentatifs sont les pairs élus par les membres de la pairie d'Écosse et de la pairie d'Irlande pour siéger à la Chambre des lords britannique. Jusqu'en 1999, tous les membres de la pairie d'Angleterre ont le droit de siéger à la Chambre des Lords. Tous les pairs créés après 1707 en tant que pairs de Grande-Bretagne et après 1801 en tant que pairs du Royaume-Uni ont ce même droit.

## Généralités
Les pairs représentatifs sont introduits en 1707, lorsque le Royaume d'Angleterre et le Royaume d'Écosse sont réunis dans le Royaume de Grande-Bretagne. À l'époque, il y a 168 pairs anglais et 154 pairs écossais . Les pairs anglais craignent que la Chambre des Lords ne soit submergée par l'élément écossais, et par conséquent l'élection d'un petit nombre de pairs représentatifs pour représenter l'Écosse est négociée . Un arrangement similaire est adopté lorsque le Royaume de Grande-Bretagne et le Royaume d'Irlande fusionnent dans le Royaume-Uni de Grande-Bretagne et d'Irlande en janvier 1801.
L'Écosse est autorisée à élire seize pairs représentatifs, tandis que l'Irlande pouvait en élire vingt-huit . Ceux choisis par l'Écosse siègent pour la durée d'un Parlement et, après chaque dissolution, de nouveaux pairs écossais sont élus. En revanche, les pairs représentatifs irlandais siègent à vie. Les élections pour les pairs irlandais cessent lorsque l'État libre d'Irlande devient un dominion en décembre 1922. Cependant, les pairs irlandais déjà élus continuent à avoir le droit de siéger jusqu'à leur mort. Les élections des pairs écossais prennent fin en 1963, lorsque tous les pairs écossais obtiennent le droit de siéger à la Chambre des Lords.
En vertu de la House of Lords Act 1999, une nouvelle forme de pair représentatif est introduite pour permettre à certains pairs héréditaires de rester à la Chambre des Lords .

## Écosse

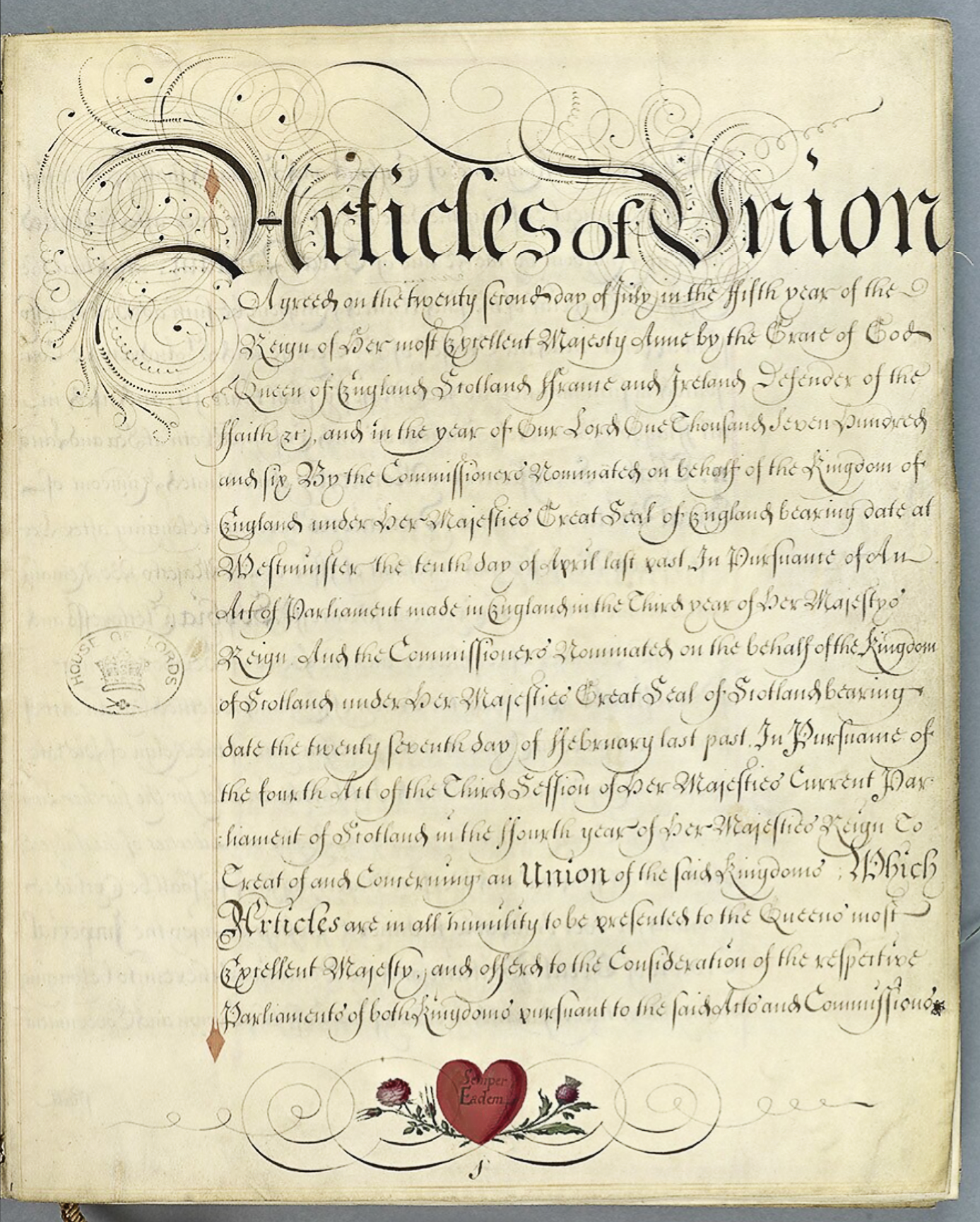
L'Acte d'Union de 1707 est ratifié en Écosse le 16 janvier 1707 et par le Parlement anglais le 19 mars 1707

En vertu des articles XXII et XXIII de l'Acte d'Union de 1707, les pairs écossais ont le droit d'élire seize pairs représentatifs à la Chambre des Lords ,. Chacun sert pendant une législature ou un maximum de sept ans, mais peut être réélu lors des futures législatures. À la convocation d'un nouveau Parlement, le souverain publie une proclamation convoquant les pairs écossais au Palais de Holyrood. Les élections ont lieu dans la Grande Galerie, une grande salle décorée par quatre-vingt-neuf des portraits de Jacob de Wet de monarques écossais, de Fergus Mór à Charles II. Le Lord Clerk Register lit à haute voix le rôle de pairie, chaque pair indiquant sa présence lorsqu'il est appelé. Le rôle est ensuite relu, chaque pair répondant en annonçant publiquement ses votes et le résultat étant envoyé au greffier de la couronne à Londres . La même procédure est utilisée chaque fois qu'un poste est vacant .
Le système de vote en bloc est utilisé, chaque pair votant autant de fois qu'il y a de sièges à pourvoir. Le système, cependant, permet au parti avec le plus grand nombre de pairs, normalement les conservateurs, d'obtenir un nombre disproportionné de sièges, les partis opposés étant parfois laissés entièrement non représentés. Le Lord Clerk Register est chargé de comptabiliser les votes. Le rapport délivré par le Lord Clerk Register est une preuve suffisante pour admettre les pairs représentatifs au Parlement; cependant, contrairement à d'autres pairs, les représentants écossais ne reçoivent pas d'assignation . La position et les droits des pairs écossais par rapport à la Chambre des Lord restent flous pendant la majeure partie du XVIIIe siècle. En 1711, le 4e duc d'Hamilton, pair d'Écosse, est nommé duc de Brandon dans la pairie de Grande-Bretagne. Lorsqu'il cherche à siéger à la Chambre des Lords, il se voit refuser l'admission, les Lords statuant qu'un pair d'Écosse ne peut pas siéger à la Chambre des Lords à moins d'être un pair représentatif, même s'il détient également une dignité de pairie britannique . Ils estiment que l'Acte d'Union de 1707 a établi le nombre de pairs écossais à la Chambre des Lords à pas plus et pas moins de seize . En 1782, cependant, la Chambre des Lords renverse la décision  estimant que la Couronne peut admettre n'importe qui à la Chambre des Lords, qu'il s'agisse d'un pair écossais ou non, sous réserve uniquement de conditions telles que la majorité .
En vertu du Peerage Act 1963, tous les pairs écossais obtiennent le droit de siéger à la Chambre des Lords, et le système d'élection de pairs représentatifs est aboli . Les pairs héréditaires écossais, britanniques et anglais perdent leur droit automatique de siéger à la Chambre haute avec l'adoption de la House of Lords Act 1999. Au cours du débat sur le House of Lords Bill, la question se pose de savoir si la proposition violerait le traité d'Union . En suggérant que le projet de loi violait effectivement les articles de l'Union, il est soutenu qu'avant l'Union, les États du Parlement, l'ancien parlement écossais d'avant l'Union, avaient le droit d'imposer des conditions, et qu'une condition fondamentale est une garantie de représentation de l'Écosse dans les deux Chambres du Parlement à Westminster. Il est en outre sous-entendu que le Peerage Act de 1963 ne violait pas l'exigence de représentation écossaise, énoncée à l'article XXII du Traité d'Union, en autorisant tous les pairs écossais à siéger à la Chambre des Lords : tant qu'un minimum de seize sièges sont réservés à l'Écosse, les principes de l'article sont maintenus ,. Il a en outre été soutenu que la seule façon d'annuler l'exigence de l'article XXII serait de dissoudre l'Union entre l'Angleterre et l'Écosse  ce que le House of Lords Bill n'a pas cherché à faire .

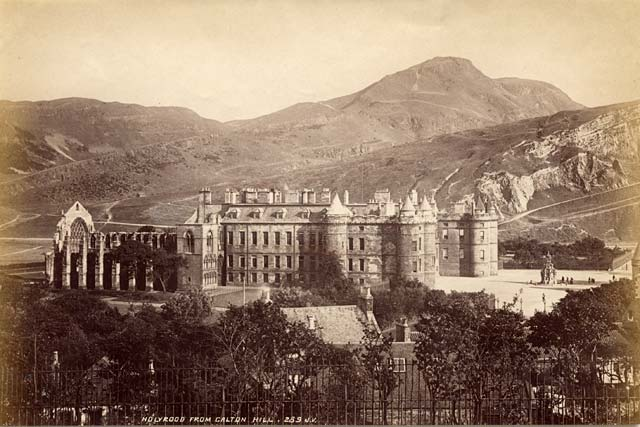
Des pairs représentatifs écossais sont choisis dans le Palais de Holyrood

L'avocat du gouvernement est d'un avis différent. Il note que la Peerage Act 1963 abroge explicitement les parties des articles de l'Union relatives aux élections des pairs représentatifs, et qu'aucun commentateur parlementaire n'a émis de doutes quant à la validité de ces abrogations. Comme l'article XXII est, ou du moins prétendument, abrogé, il n'y a rien de spécifique dans le traité que le projet de loi transgresse. Le gouvernement affirme en outre que l'article XXII peut être abrogé parce qu'il n'a pas été enraciné. Les exemples de dispositions enracinées sont nombreux : l'Angleterre et l'Écosse sont unies « pour toujours », la Cour de session doit rester « en tout temps en Écosse telle qu'elle est maintenant constituée », et l'établissement de l'Église d'Écosse est « effectivement et inaltérablement sécurisée » . L'article XXII, cependant, ne contient aucun mot d'enracinement, le rendant "fondamental ou inaltérable dans tous les temps à venir" .
En outre, le gouvernement souligne que, même si l'élection des pairs écossais est enracinée, le Parlement peut modifier la disposition en vertu de la doctrine de la souveraineté parlementaire. Bien que la position de l'Église d'Écosse ait été « immuablement » assurée, la loi de 1853 sur les universités (Écosse) abroge l'exigence selon laquelle les professeurs doivent déclarer leur foi avant d'occuper un poste . En Irlande, l'Église d'Irlande est entièrement dissoute en 1869 , bien que les articles de l'Union avec l'Irlande aient clairement inscrit l'établissement de cet organisme. En décembre 1922, l'Union avec la majeure partie de l'Irlande est dissoute lors de la création de l'État libre d'Irlande  bien que la Grande-Bretagne et toute l'Irlande aient été censément unies « pour toujours ». Il est donc suggéré que le Parlement puisse, s'il le souhaite, abroger un article de l'Union ainsi que modifier tout principe sous-jacent.
Le comité des privilèges conclut à l'unanimité que les articles de l'Union ne sont pas violés par le projet de loi de la Chambre des lords s'il est adopté . Le projet de loi reçoit la Sanction royale et, depuis 1999, les pairs héréditaires n'ont plus le droit automatique de siéger au Parlement .

## Irlande

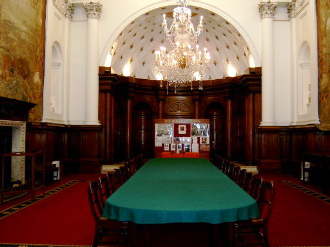
La Chambre de la Chambre des lords irlandaise sur College Green à Dublin est le lieu de la première élection des pairs représentatifs irlandais.

La représentation irlandaise au parlement de Westminster est définie par les articles IV et VIII de l'accord incorporé dans les Actes de l'Union 1800, qui exigent également que le Parlement irlandais adopte une loi avant l'union fournissant des détails pour la mise en œuvre .
Les pairs irlandais sont autorisés à élire vingt-huit pairs représentatifs en tant que Lords Temporal, chacun pouvant servir à vie . La Chambre de la Chambre des lords irlandaise, située dans la Maison du Parlement sur College Green dans le centre de Dublin, abrite la première élection, à laquelle assistent les pairs ou leurs mandataires. Le gouvernement fait circuler par erreur une liste des candidats élus avant le vote . Le greffier de la Couronne et Hanaper en Irlande est responsable des arrangements électoraux; chaque pair vote par un scrutin ouvert et public. Après l'Union, de nouvelles élections ont lieu par vote postal dans les 52 jours suivant une vacance . Les vacances surviennent par suite de décès ou, dans le cas du baron Ashtown en 1915, de faillite. Aucune vacance n'est créée lorsqu'un pair représentatif obtient une pairie britannique, comme lorsque Lord Curzon est nommé baron Scarsdale en 1911.
Le lord chancelier de Grande-Bretagne, le président de la Chambre des lords, certifie la vacance  tandis que le Lord Chancelier d'Irlande ordonne au greffier de la Couronne et à Hanaper d'émettre des bulletins de vote aux pairs irlandais, de recevoir les bulletins remplis, de déterminer le vainqueur, et annoncer le résultat, qui est ensuite publié à la fois dans The Dublin Gazette et The London Gazette . Les pairs catholiques romains ne peuvent pas voter ou se présenter aux élections jusqu'au Roman Catholic Relief Act 1829 . Le processus pour être reconnu par le Westminster Committee of Privileges en tant qu'électeur est plus lourd et coûteux que d'être reconnu en tant que pair (britannique ou irlandais), jusqu'à ce que les ordonnances rédigées en 1800 soient modifiées en 1857 . Les gouvernements successifs essayent d'empêcher l'élection de propriétaires absents . Une exception est Lord Curzon, qui remporte l'élection en tant que pair représentatif en 1908, bien qu'il n'ait jamais revendiqué le droit d'être électeur  il s'est vu refuser une pairie du Royaume-Uni par le gouvernement libéral de l'époque .
Les Actes d'Union unissent l'Église d'Angleterre et l'Église d'Irlande, dont les évêques et les archevêques ont auparavant siégé en tant que Lords Spiritual dans leurs chambres des Lords respectives. Dans le Parlement uni, il y a d'abord quatre prélats irlandais à la fois, un archevêque et trois évêques diocésains, qui siègent pour une session avant de céder leurs sièges à des collègues selon une rotation fixe des diocèses ,. La rotation passe tout évêque servant déjà en tant que pair représentant élu, comme lorsque Charles Agar siège en tant que vicomte Somerton plutôt qu'en tant qu'archevêque de Dublin. La rotation est modifiée par le Church Temporalities Act de 1833, qui fusionne de nombreux diocèses et dégrade les archevêchés de Tuam et de Cashel en évêchés . Aucun évêque irlandais ne siège à Westminster en tant que Lords Spiritual après la dissolution de l'Église d'Irlande en 1871, provoquée par l'Irish Church Act 1869  bien que Robin Eames ait été nommé pair à vie en 1995 alors qu'il était archevêque d'Armagh.
Après la création de l'État libre d'Irlande en décembre 1922, les pairs irlandais cessent d'élire des représentants, bien que ceux déjà élus aient continué à avoir le droit de servir à vie ; le dernier des pairs temporels, Francis Needham (4e comte de Kilmorey), par hasard pair d'une famille d'Ulster, est décédé en 1961 . Des différends ont surgi bien avant pour savoir si les pairs irlandais représentatifs pouvaient encore être élus. Le principal Irish Free State Constitution Act de 1922 est silencieux sur la question, pour certains semblant signifier que le droit n'a pas été aboli, mais l'ancillaire Irish Free State (Consequential Provisions) Act de 1922 a aboli la fonction de Lord Chancelier d'Irlande  dont l'implication est requise dans le processus électoral. L'État libre d'Irlande abolit le poste de greffier de la Couronne et Hanaper en 1926, le dernier titulaire devenant maître de la Haute Cour . Après 1922, divers pairs irlandais demandent à la Chambre des Lords le rétablissement de leur droit d'élire des représentants. En 1962, le Comité mixte sur la réforme de la Chambre des Lords rejette de nouveau ces demandes . L'année suivante, lorsque le Peerage Act 1963 (qui, entre autres, accorde à tous les pairs de la pairie d'Écosse le droit de siéger à la Chambre des Lords) est à l'étude, un amendement permettant de convoquer tous les pairs irlandais est rejeté, par quatre-vingt-dix voix contre huit. Au lieu de cela, la nouvelle loi confirme le droit de tous les pairs irlandais de se présenter aux élections à la Chambre des communes et de voter aux élections législatives, droits qu'ils ont toujours eus .
En 1965, le 8e comte d'Antrim, un autre pair d'Ulster et d'autres pairs irlandais, adressent une pétition à la Chambre des lords, arguant que le droit d'élire des pairs représentatifs n'a jamais été formellement aboli. La Chambre des Lords statue contre eux. Lord Reid, un Lord of Appeal in Ordinary, fonde sa décision sur l'Act of Union, qui dispose que les pairs représentatifs siègent « du côté de l'Irlande » . Il estime que, puisque l'île a été divisée en État libre d'Irlande et Irlande du Nord, il n'y a pas d'entité politique appelée « Irlande » que les pairs représentatifs pourraient représenter. Lord Reid écrit : "Une disposition législative est implicitement abrogée si une loi ultérieure met fin à un état de choses dont le maintien est essentiel à son fonctionnement." . En revanche, Richard Wilberforce, un autre Lord of Appeal in Ordinary, n'est pas d'accord pour dire qu'une loi majeure telle que l'Acte d'Union peut être abrogée implicitement . Il fait valoir que puisque les postes de Lord Chancelier d'Irlande et de Greffier de la Couronne et Hanaper sont abolis, il n'y a aucun mécanisme par lequel les pairs irlandais peuvent être élus. Ici aussi, les pétitionnaires perdent .
Les pétitionnaires n'ont pas relevé le statut de l'Irlande du Nord en tant que partie du Royaume-Uni. Charles Lysaght suggère que si ce fait a été primordial, les arguments de Lord Wilberforce concernant la suppression du mécanisme électoral pour l'élection pourraient être réfutés, car le Lord Chancellor of Ireland et le Greffier de la Couronne et Hanaper ont des successeurs en Irlande du Nord. La raison pour laquelle les arguments relatifs à l'Irlande du Nord sont exclus de la pétition « est que l'avocat principal des pairs irlandais demandeurs est convaincu que les membres du Comité des privilèges sont avec lui sur ce qu'il considérait être son meilleur argument et ne voulaient pas se les aliéner en introduisant un autre point . Pour empêcher d'autres appels sur la question, le Parlement abroge, dans le cadre du Statute Law (Repeals) Act 1971, les sections des Actes de l'Union relatives à l'élection des pairs représentatifs irlandais .

## Chambre des communes
Après l'Union de l'Angleterre et de l'Écosse en 1707, les pairs écossais, y compris ceux qui ne siègent pas en tant que pairs représentatifs, sont exclus de la Chambre des communes . Les pairs irlandais ne sont pas soumis aux mêmes restrictions. Les membres irlandais non nommés comme pairs représentatifs sont autorisés à servir au Parlement en tant que représentants d'une circonscription en Grande-Bretagne, mais pas en Irlande , à condition qu'ils renoncent à leurs privilèges en tant que pair . Lord Curzon, par exemple, a spécifiquement demandé une pairie irlandaise lorsqu'il est nommé vice-roi des Indes, afin qu'il ne soit pas empêché de siéger à la Chambre des communes à son retour .
Le Peerage Act 1963 autorise tous les pairs écossais à siéger à la Chambre des Lords . Il a également permis à tous les pairs irlandais de siéger à la Chambre des communes pour n'importe quelle circonscription au Royaume-Uni, ainsi que de voter aux élections parlementaires, sans être privés des privilèges restants de la pairie .

## « pairs représentatifs » héréditaires
Lors de l'adoption du projet de loi sur la Chambre des lords en 1999, la controverse entourant la réforme de la Chambre des lords est restée  et le projet de loi est conçu comme une première étape de la réforme des lords . L'amendement « Weatherill » – ainsi appelé puisqu'il a été proposé par l'ancien président de la Chambre des communes Bernard Weatherill prévoit qu'un certain nombre de pairs héréditaires restent membres de la Chambre des Lords, pendant la première étape de la réforme des Lords . Il pourra ensuite être revu lors de la prochaine étape de la réforme, lorsque le système des pairies à vie nommées sera à l'étude. En échange du fait que la Chambre ne retarde pas l'adoption du projet de loi, le gouvernement accepte cet amendement, qui devient ensuite une partie de la House of Lords Act 1999, et 92 pairs héréditaires sont autorisés à rester .
Les quatre-vingt-douze pairs sont constitués de trois groupes distincts. Quinze « titulaires de charge » comprennent les vice-présidents, et sont élus par la Chambre, tandis que soixante-quinze membres de parti et Crossbencher sont élus par leur propre parti ou groupe . De plus, il y a deux nominations royales : le Lord-grand-chambellan, actuellement le marquis de Cholmondeley, est nommé représentant de la reine au Parlement, tandis que le poste de Comte-maréchal  reste purement héréditaire ; le poste est occupé depuis 1672 par les ducs de Norfolk et est responsable des cérémonies telles que la Cérémonie d'ouverture du Parlement du Royaume-Uni .

## Sources
- Committee For Privileges, Report on the Petition of the Irish Peers, together with the Cases of the Petitioners, Proceedings of the Committee, and the Minutes of Evidence, vol. HL 1966–67 VIII (53) 896, London, Her Majesty's Stationery Office, coll. « Sessional papers », 5 juillet 1966 (lire en ligne)
- Farnborough, Thomas. Erskine. 1er mai baron . (1863) Histoire constitutionnelle de l'Angleterre depuis l'adhésion de George III. Volume 1 Boston : Crosby et Nichols.
- Lysaght, « The Irish Peers and the House of Lords » [archive du 16 juillet 2011], 106th Edition, Burke's Peerage & Baronetage, 1999 (consulté le 7 avril 2007)
- (en) Malcomson, « The Irish Peerage and the Act of Union, 1800–1971 », Transactions of the Royal Historical Society, Cambridge University Press, vol. 10, 6th series,‎ décembre 2000, p. 289–327 (ISBN 9780521793520, DOI 10.1017/S0080440100000141, JSTOR 3679383, lire en ligne, consulté le 6 février 2019)
- Documents on Irish Foreign Policy Series : Traité anglo-irlandais : Texte de. Traité anglo-irlandais, 6 décembre 1921. Les Archives nationales d'Irlande. Récupéré le 2007-04-07
- Document d'information : Membership of House of Lords (pdf). Chambre des Lords, 2009. Récupéré le 2013-01-31
- Pairie (1911). Encyclopædia Britannica, 11e éd. Londres : Cambridge University Press.
- Privilèges - Premier rapport . Chambre des Lords, 18 octobre 1999. Récupéré le 2007-04-07